# 清南駅
清南駅（チョンナムえき、朝鮮語: 청남역)は、朝鮮民主主義人民共和国平安南道清南郡にある駅で、 安州炭鉱線と清南線に属する。

## 隣の駅
安州炭鉱線
聖法駅 - 清南駅 - 立石炭鉱駅
安州炭鉱線（南洞支線）
清南駅 - 三川浦駅
清南線
清南駅 - 龍林駅